# Девід Краузе
Девід В. Краузе (англ. David W. Krause) — канадський палеонтолог, фахівець із хребетних. З 2016 року старший куратор відділу палеонтології хребетних у Денверському музеї природи та науки. До цього він був заслуженим професором на кафедрі анатомічних наук Університету Стоуні-Брук, де він працював 34 роки.
Його робота в основному зосереджена на скам'янілостях крейдового періоду Мадагаскару. Він відомий своїми відкриттями Majungasaurus crenatissimus і Beezlebufo ampinga. На його честь названо вид динозавра Rapetosaurus krausei. Краузе також є засновником фонду Madagascar Ankizy Fund, який займається освітою та наданням медичної допомоги бідним дітям на Мадагаскарі.